# Martin Bott
Martin Harold Phillips Bott FRS (12 de julho de 1926) é um geólogo inglês.
É professor emérito do Departamento de Ciências Agrárias da Universidade de Durham. É vice-presidente da Christians in Science. Em 1976 tornou-se membro da Royal Society e em 1992 foi laureado com a Medalha Wollaston.

## Publicações
Livros
- 1971: The Interior of the Earth. London: Edward Arnold ISBN 0-7131-2274-9
- 1976: Sedimentary Basins of Continental Margins and Cratons; based on the symposium ... Durham, 1976. Amsterdam: Elsevier ISBN 0-444-41549-1 (as editor) (also issued as: Tectonophysics; vol. 36, nos. 1-3)
- 1982: The Interior of the Earth: its structure, constitution and evolution; 2nd ed. London: Edward Arnold ISBN 0-7131-2842-9
- 1983: Structure and Development of the Greenland-Scotland Ridge: new methods and concepts. New York: Plenum ISBN 0-306-41019-2 (as joint editor)

Artigos selecionados
- Bott, M.H.P 2003. The story of the Weardale granite. OUGS Journal 24.
- Neves, M.C., Searle, R.C. & Bott, M.H.P. 2003. Easter microplate dynamics. Journal of Geophysical Research: Solid Earth; 108(B4): 2213.
- Bott, M.H.P & Bott. J.D.J 2004. The Cenozoic uplift and earthquake belt of mainland Britain as a response to an underlying hot, low-density upper mantle. Journal of the Geological Society; 161 (1): 19-29.
- Neves, M.C., Bott, M.H.P. & Searle, R.C. 2004. Patterns of stress at midocean ridges and their offsets due to seafloor subsidence. Tectonophysics; 386 (3-4): 223-242.